# Cirkus Vilda Västern
Cirkus Vilda Västern (Western Circus) är ett Lucky Luke-album från 1970. Det är det 36:e albumet i ordningen, och har nummer 6 i den svenska utgivningen.

## Handling
Lucky Luke och Jolly Jumper stöter på ett kringresande cirkus; den alkoholiserade cirkusdirektören Erasmus Mulligan (till utseendet inspirerad av W. C. Fields), hans hustru trapetskonstnärinnan Vanessa, den knivkastande dottern Daphné, och svärsonen Zippy Kilroy, clown. Därtill kommer tre hästar, elefanten Andy, mulåsnan Willy, och det tama lejonet Nelson.
Mulligan, som har lämnat New York på grund av konkurrenten P.T. Barnum, har förlorat större delen av cirkusen på kortspel och sprit, men är likväl fast besluten att slå västra USA med häpnad med sin "Cirkus Vilda Västern". När han får höra att en Luke är väg till den stora rodeon i Fort Coyote inser han att de många långväga gästerna är en ypperlig publik. Han stöter dock på problem i form av indianer, rodeons arrangör D.T. Zilch, och den elefanträdde yrkesmördaren Skallerorms-Joe.

## Svensk utgivning
- Morris; Goscinny, René, (översättare: Veronica Schildt-Bendjelloul) (1972). Jesse James. Lucky Lukes äventyr: 6. Stockholm: Albert Bonniers förlag. Libris 7143684. ISBN 91-0-037517-9
- Andra upplagan, 1975
- Tredje upplagan, 1979, och fjärde upplagan, 1986 Bonniers Juniorförlag. ISBN 91-48-37517-9.
- I Lucky Luke – Den kompletta samlingen ingår albumet i "Lucky Luke 1969-1971". Libris 10031386. ISBN 91-7134-208-7
- Den svenska utgåvan trycktes även som nummer 101 i Tintins äventyrsklubb (1992). Libris 7674126. ISBN 91-7904-297-X
- Serien återtrycktes också i "Jag Jolly Jumper"